# 〜THE MOVIE OF MOWMOW LULU GYABAN〜「PINK and BLACK」
〜THE MOVIE OF MOWMOW LULU GYABAN〜「PINK and BLACK」（ザ・ムービー・オブ・モーモールルギャバン ピンク・アンド・ブラック）は日本のロックバンド、モーモールルギャバンのライブ&インタビューDVDとシングルCD『Good Bye Thank You』をセットにした初の映像作品。ビクターエンタテインメントのレーベル「Getting Better」より2011年12月7日にリリースされた。

## 解説
- 監督はヨシオカトシカズ、ジャケットは森俊博が手掛けた。
- スペシャルサイトのアクセスID付ステッカー封入。

## PINK and BLACK
1. オープニング「The Theme of PINK and BLACK」
2. モーモールルギャバンです。
3. バカヤロウ
4. ガチンコマグワイ
5. OTONOMORI
6. 三人でいけたやん。
7. おっきかったです。
8. 「お大事に。」
9. PV「ワタシワワタシ」
10. モーモールルギャバンの裏
11. Oneman The BeVeci Calo☆too-Ah
12. POP! 烏龍ハイ
13. 愛と平和の使者
14. Smells like SURUME!!
15. パンティー泥棒の唄
16. コンタクト
17. ユキちゃんの遺伝子
18. 細胞9
19. Hello!! Mr.Coke-High
20. 裸族
21. ユキちゃん
22. 野口、久津川で爆死
23. サイケな恋人
24. エンディング「Good Bye Thank You」

1…本DVDのテーマ曲として書き下ろしたインスト曲
2 - 8、10 - 11…インタビュー
9…PV
12 - 23…ライブ映像
24…シングル曲
（作詞・作曲：モーモールルギャバン）

## Good Bye Thank You
1. Good Bye Thank You (4:33)
PVが作製されている。
2. 俺、風呂入るtonight (5:11)
『サイケな恋人』収録曲の再録音版。

（作詞・作曲：モーモールルギャバン）

## 参加メンバー
PINK and BLACK
- ゲイリー・ビッチェ (矢島剛) ：ドラム/ヴォーカル (#12, #13, #15, #17, #19, #20, #21, #23, #24)
- T-マルガリータ (丸山知秀) ：ベース/コーラス
- ユコ＝カティ (尾家祐子) ：キーボード/ヴォーカル (#16, #19, #20, #23)/コーラス/銅鑼 (#14, #18, #23)

Good Bye Thank You
- ゲイリー・ビッチェ (矢島剛) ：ドラム/ヴォーカル (#1, #2)
- T-マルガリータ (丸山知秀) ：ベース/コーラス
- ユコ＝カティ (尾家祐子) ：キーボード/コーラス